# Julius von Kirchmann
Julius Hermann von Kirchmann, född 5 november 1802 i Schafstädt vid Merseburg, död 20 oktober 1884 i Berlin, var en tysk juridisk och filosofisk skriftställare.
Kirchmann avancerade i preussisk statstjänst till vicepresident i appellationsdomstolen i Ratibor, men avsattes 1867 efter en process med anledning av ett föredrag i Berlins arbetarförening över kommunismen i naturen. 
Kirchmann gjorde sig känd som flitig författare och utgivare på flera områden av juridik och filosofi (bland annat "Philosophische Bibliothek" med kommentar 1868–83), blev en av förkämparna för den realistiska riktningen samt sökte till exempel genomföra en Æsthetik auf realistischer Grundlage (1868); hans Katechismus der Philosophie (1877) utkom i flera upplagor.